# Carrozzeria Saturn
Die Carrozzeria Saturn war ein italienisches Karosseriebauunternehmen, das zwei Jahrzehnte lang US-amerikanische Großserienfahrzeuge zu Automobilen im Retrolook umbaute. Vorrangiger Geschäftspartner war Stutz Motor Car of America, für den Saturn nahezu alle Aufbauten herstellte.

## Unternehmensgeschichte
Die Carrozzeria Saturn wurde 1971 von Rinaldo Mina und Gabriele Martino gegründet. Ihre Gründung geht maßgeblich auf den US-amerikanischen Unternehmer James O’Donnell zurück.
O’Donnell hatte Ende der 1960er-Jahre von dem Designer Virgil Exner die Rechte an dem Entwurf für ein Oberklassefahrzeug im Retrostil erworben, das klassische Designelemente wie frei stehende Scheinwerfer und Kotflügelimitate mit zeitgemäßen Karosseriestrukturen verband. Während in den Jahren zuvor andere Investoren mit ähnlichen Konzepten mehrfach gescheitert waren – dazu gehört der Duesenberg Model D von 1966 –, gelang O’Donnell die Aufnahme einer Serienproduktion. Für seine Version von Exners Retromodellen wählte er die Markenbezeichnung Stutz, die an die Stutz Motor Car Company of America, eine traditionsreiche Marke der Zwischenkriegsjahre, erinnerte. Die Konstruktion der Autos und ihr Aufbau war auf Wirtschaftlichkeit ausgerichtet. Um Entwicklungskosten zu sparen, sollten möglichst viele Komponenten von US-amerikanischen Großversionmodellen aus dem General-Motors-Konzern übernommen werden. Das schloss die Antriebstechnik und die Rohkarosserie mit ein. Lediglich die äußeren Karosserieteile waren eigenständig. O’Donnells Stutz-Modelle waren also keine neu aufgebauten Autos, sondern lediglich umfangreiche Umbauten von Serienfahrzeugen. Die Umbauten ließ O’Donnell in Italien durchführen. Dafür sprachen einerseits Imagegründe – Stutz warb in mehreren Prospekten mit Formulierungen wie „Handarbeit italienischer Künstler“ –, andererseits wirtschaftliche Erwägungen: Italienische Werkstätten konnten die notwendigen Modifikationen weitaus preiswerter ausführen als US-amerikanische Betriebe. Da kein bestehendes Karosseriewerk für den Stutz-Auftrag gewonnen werden konnte, entschied sich O’Donnell für den Aufbau eines eigenen Karosseriebauunternehmens in Norditalien. Dieser Betrieb erhielt die Bezeichnung Carrozzeria Saturn. Er war in der Piemonteser Gemeinde Cavallermaggiore ansässig.
Saturn fertigte bis 1987 alle Stutz-Modelle. In dieser Zeit entstanden insgesamt etwa 600 Fahrzeuge bei Saturn. Die Produktion endete 1987 mit der Einführung eines neuen, auf dem Pontiac Firebird basierenden Cabriolet Stutz Bearcat II, das eine Kunststoffkarosserie hatte. Nach dem Ende der Beziehung zu Stutz konnte Saturn keine weitere tragfähigen Anschlussaufträge erhalten und stellte 1991 den Betrieb ein.

## Bei Saturn gebaute Fahrzeuge

### Stutz

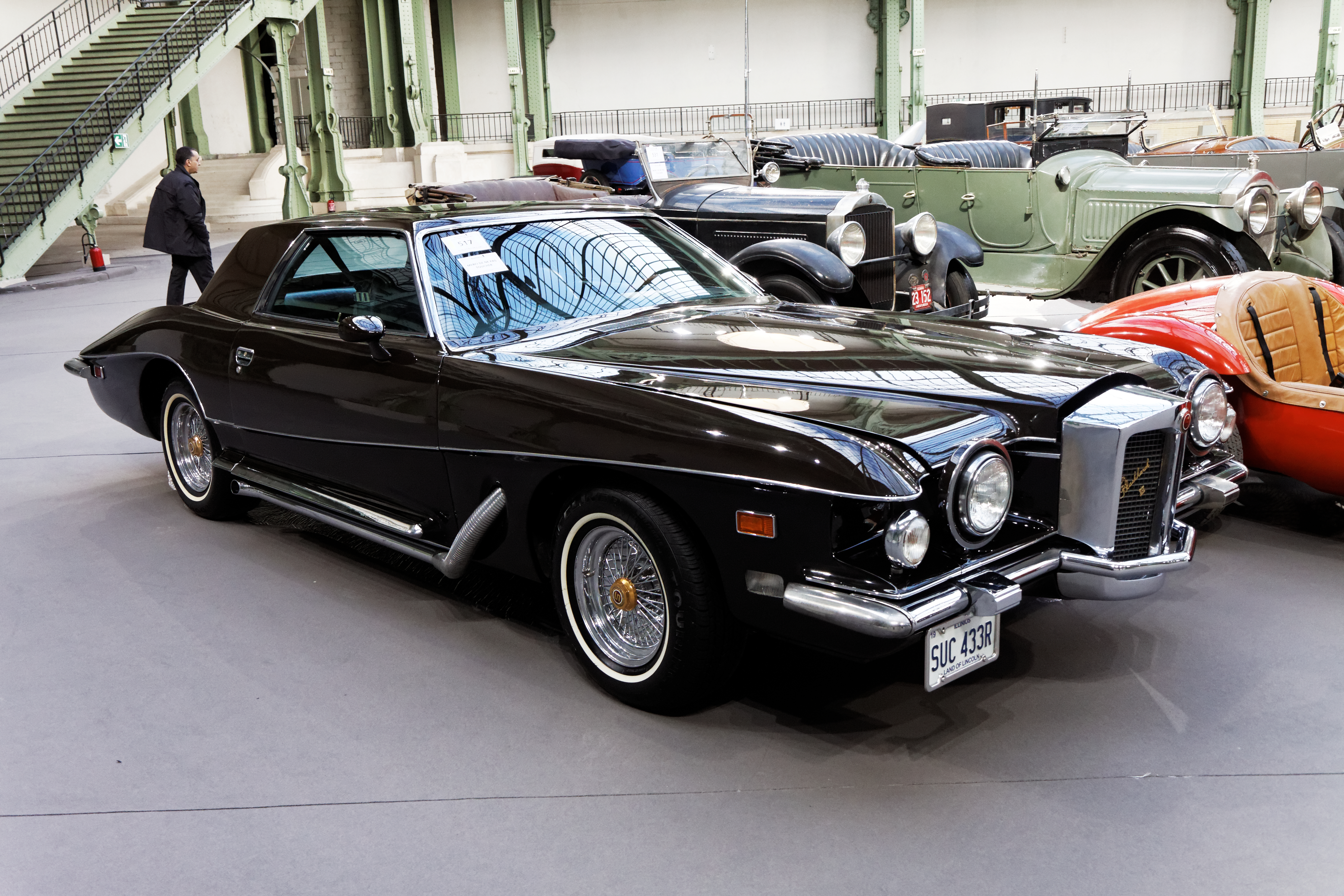
Bei Saturn hergestellt: Stutz Blackhawk VI (1977)

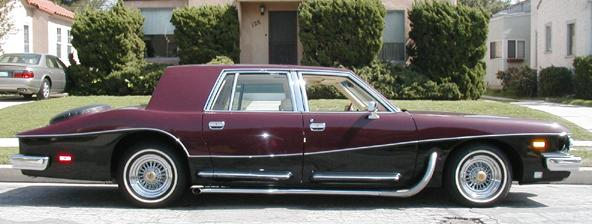
Stutz Victoria (1985)

1970 begann die Produktion von O’Donnells Stutz-Modellen. Nachdem der erste Prototyp noch von Ghia aufgebaut worden war und die ersten Exemplare des Serienmodells bei Officine Padane entstanden waren, übernahm Saturn zum Beginn des Jahres 1972 die Serienfertigung komplett. Die Basisfahrzeuge – Coupés der Pontiac Grand Prix bzw. Oldsmobile 88 – kamen per Schiff aus den USA. Die Saturn-Mechaniker entfernten die äußeren Bleche und installierten neue Komponenten. Viele Stutz-Blechteile wurden bei Saturn in Handarbeit gefertigt, einige größere Teile lieferte das Presswerk ICLAS zu. Auch die Innenausstattung wurde in Italien hergestellt, schließlich erfolgte hier auch die Lackierung. Auf diese Weise entstanden zweitürige Coupés und viertürige Limousinen. Später kamen auch verlängerte Repräsentationsfahrzeuge sowie Cabriolets hinzu, deren Aufbauten in Anlehnung an Virgil Exners ursprüngliche Arbeiten von Paolo Martin entworfen worden waren. Vorübergehend kamen Geländewagen hinzu, die auf dem Chevrolet Blazer basierten.
Bei Saturn entstanden:
- die Coupés der zweiten (Blackhawk II), dritten (Blackhawk III bis VII) und vierten Generation (Blackhawk VIII),
- die Cabriolets Bearcat und Bearcat II,
- die viertürigen Limousinen IV Porte und Victoria,
- die Repräsentationslimousinen Diplomatica und Royale und
- die Geländewagen Defender, Gazelle und Bear.

### Sonstige Modelle

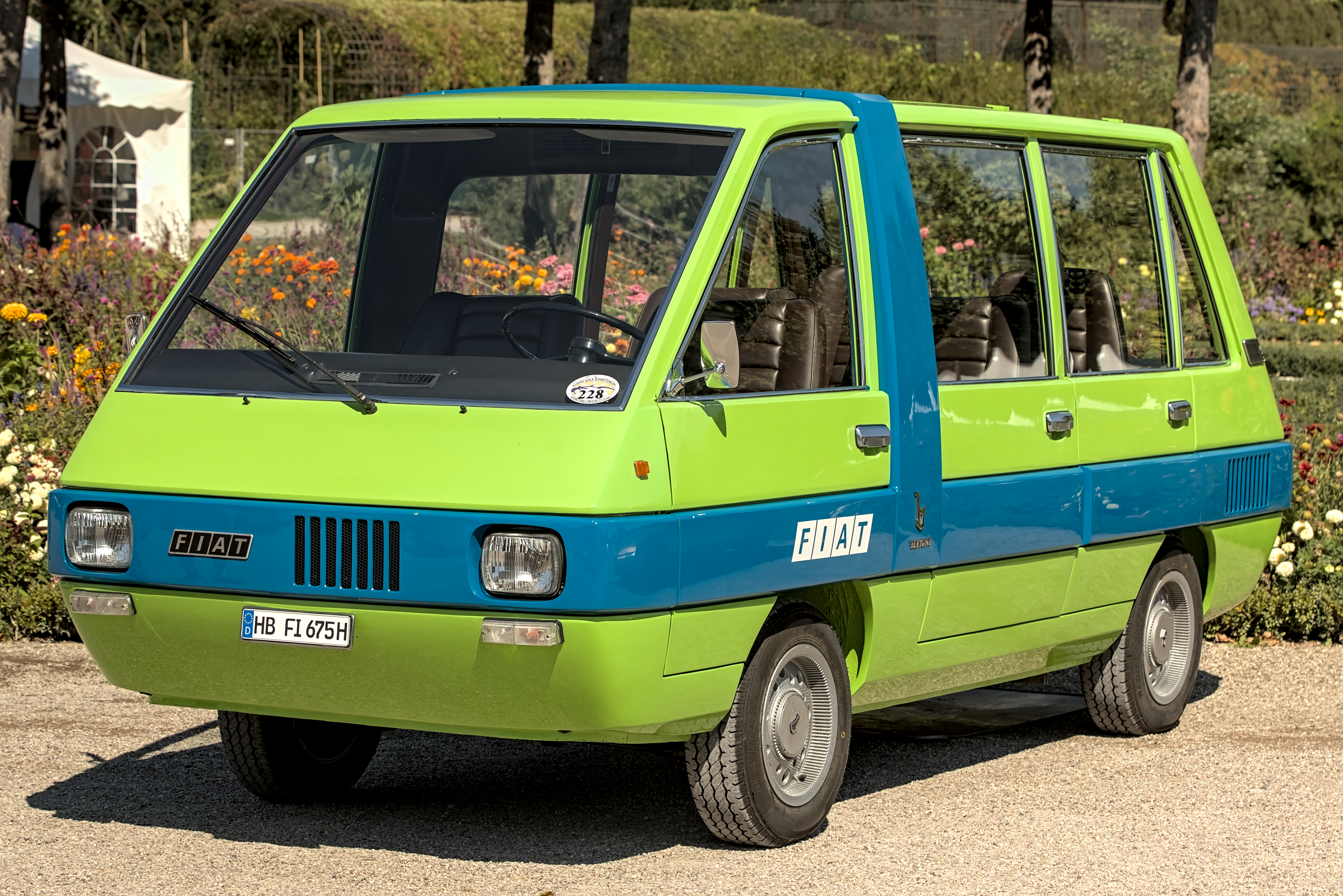
Fiat 850 Visitor Bus

Neben den diversen Stutz-Modellen fertigte Saturn nur vereinzelt weitere Fahrzeuge. Hierzu gehört der Fiat 850 Visitor Bus, ein Minivan auf der Basis des Fiat 850, den Bertone entworfen hatte und der ab 1975 von Saturn als Subunternehmer in Kleinserie hergestellt wurde.